# IC 4528
IC 4528 је спирална галаксија у сазвјежђу Волар која се налази на листи објеката дубоког неба у Индекс каталогу.
Деклинација објекта је + 49° 6' 47" а ректасцензија 15h 1m 33,5s. Привидна величина (магнитуда) објекта IC 4528 износи 14,5 а фотографска магнитуда 15,3. IC 4528 је још познат и под ознакама MCG 8-27-55, CGCG 248-46, PGC 53658.